# Гаплогруппа U1a1c1 (мтДНК)
Гаплогруппа U1a1c1 — гаплогруппа митохондриальной ДНК человека.

## Субклады
- U1a1c1
  - U1a1c1a
  - U1a1c1b
  - U1a1c1c
  - U1a1c1d
  - U1a1c1e
  -  U1a1c1f

## Палеогенетика

### Бронзовый век
Шахри-Сухте
- I11471 | 415, Grave 406, Probably Period I or early Period II __ Иран __ 3328-3022 calBCE (4450±20 BP, PSUAMS-4592) __ Ж __ U1a1c1.[1]
- I11478 | 422, IRW Grave 7, possibly Period I __ Систан и Белуджистан, Иран __ 3200–1900 BCE __ М __ J2a1h2 > J-Y15598* # U1a1c1d.[1]

БМАК
- I7101 | Gonut tomb 1466 sample 25 __ Гонур-Депе __ Марыйский велаят, Туркменистан __ 2500–1700 BCE __ М __ BT > R2a2 # U1a1c1.[1]

### Железный век
Гандхарская культура
- I12449 | Grave 26, Individual 3 (C or A (?)) in a triple burial , T.26, 586 __ Butkara II __ Сват, Хайбер-Пахтунхва, Пакистан __ 1000–800 BCE __ М __ R2a3a # U1a1c1d.[1]

Саки (племена)
- ALN006.A0101 | Alai / Nura I, II, Tuyuk II Burials  #360/8 __ Алайский район, Ошская область, Киргизия __ 748-410 calBC (2439±22 BP) __ Ж __ U1a1c1d.[2]

### Средние века
Салтово-маяцкая культура
- DA190 | OS9 __ Дмитровский могильник (кат. 171, п. 1) __ Шебекинский район, Белгородская область, Россия __ 610-775 calCE (1351±32 BP, UBA-31237) __ М __ G2a1a1a # U1a1c1.[3][4]

## Публикации
2018
- Damgaard PB; Marchi N; Rasmussen S; et al. (Май 2018). 137 ancient human genomes from across the Eurasian steppes. Nature. 557 (7705): 369–374. doi:10.1038/s41586-018-0094-2. PMID 29743675.
- Афанасьев Г. Е., Коробов Д. С. Северокавказские аланы по данным палеогенетики // Этногенез и этническая история народов Кавказа. — Грозный, 2018. — С. 180—191. — ISBN 978-5-4314-0346-0.

2019
- Narasimhan V.; Patterson N.; Moorjani P; et al. (Сентябрь 2019). The formation of human populations in South and Central Asia. Science. 365 (6457). doi:10.1126/science.aat7487. PMC 6822619. PMID 31488661.

2021
- Gnecchi-Ruscone GA, Khussainova E, Kahbatkyzy N; et al. (Март 2021). Ancient genomic time transect from the Central Asian Steppe unravels the history of the Scythians. Science Advances. 7 (13): eabe4414. doi:10.1126/sciadv.abe4414. PMC 7997506. PMID 33771866. {{cite journal}}: Явное указание et al. в: |author= (справка)Википедия:Обслуживание CS1 (множественные имена: authors list) (ссылка)